# You Can't Do That on Stage Anymore, Vol. 2
You Can't Do That on Stage Anymore, Vol. 2 je koncertní album kytaristy a multiinstrumentalisty Franka Zappy, nahrané v září roku 1974 v Helsinkách ve Finsku. Album vyšlo v roce 1988.

## Seznam skladeb

### Disk 1
1. "Tush Tush Tush (A Token of My Extreme)" – 2:48
2. "Stinkfoot" – 4:18
3. "Inca Roads" – 10:54
4. "RDNZL" – 8:43
5. "Village of the Sun" – 4:33
6. "Echidna's Arf (Of You)" – 3:30
7. "Don't You Ever Wash That Thing?" – 4:56
8. "Pygmy Twylyte" – 8:22
9. "Room Service" – 6:22
10. "The Idiot Bastard Son" – 2:39
11. "Cheepnis" – 4:29

### Disk 2
1. "Approximate" – 8:11
2. "Dupree's Paradise" – 23:59
3. "Satumaa (Finnish Tango)" (Mononen) – 3:51
4. "T'Mershi Duween" – 1:31
5. "The Dog Breath Variations" – 1:38
6. "Uncle Meat" – 2:28
7. "Building a Girl" – 1:00
8. "Montana (Whipping Floss)" – 10:15
9. "Big Swifty" – 2:17

## Sestava
- Frank Zappa – sólová kytara, zpěv
- Napoleon Murphy Brock – saxofon, flétna, zpěv
- George Duke – klávesy, zpěv
- Ruth Underwood – perkuse
- Tom Fowler – basová kytara
- Chester Thompson – bicí